# Symplocos nitens
Symplocos nitens là một loài thực vật có hoa trong họ Dung. Loài này được (Pohl) Benth. miêu tả khoa học đầu tiên năm 1839.